# Orin (Pyrénées-Atlantiques)
Orin település Franciaországban, Pyrénées-Atlantiques megyében. Lakosainak száma 266 fő (2022. január 1.). Orin Esquiule, Géronce, Moumour, Poey-d’Oloron és Verdets községekkel határos.

## Népesség
A település népességének változása:
| Lakosok száma | 236  | 241  | 250  | 241  | 241  | 249  | 262  | 264  | 266  |
|               | 2013 | 2015 | 2016 | 2017 | 2018 | 2019 | 2020 | 2021 | 2022 |